# Чуров Починок
Чуров Починок — село в Кичменгско-Городецком районе Вологодской области.
Входит в состав Енангского сельского поселения (с 1 января 2006 года по 1 апреля 2013 года входило в Верхнеентальское сельское поселение), с точки зрения административно-территориального деления — в Верхнеентальский сельсовет.
Расстояние до районного центра Кичменгского Городка по автодороге — 95 км, до центра муниципального образования Нижнего Енангска по прямой — 20 км. Ближайшие населённые пункты — Новый, Зарубин Починок, Берег.
По данным переписи в 2002 году постоянного населения не было.